# Allsvenskan i bandy 1991/1992
Allsvenskan i bandy 1991/1992 var Sveriges högsta division i bandy för herrar säsongen 1991/1992. Södergruppstvåan Vetlanda BK lyckades vinna svenska mästerskapet efter seger med 4-3 mot södergruppsvinnaren IF Boltic i finalmatchen på Studenternas IP i Uppsala den 15 mars 1992.

## Förlopp
Skytteligan vanns av Jonas Claesson, Vetlanda BK med 53 fullträffar..

## Seriespelet

### Norrgruppen
Spelades 17 november 1991-8 januari 1992.
| Nr | Lag            | S  | V  | O | F  | +/-   | P  |
| -- | -------------- | -- | -- | - | -- | ----- | -- |
| 1  | Västerås SK    | 14 | 12 | 1 | 1  | 87-42 | 25 |
| 2  | IK Sirius      | 14 | 11 | 0 | 3  | 79-40 | 22 |
| 3  | Sandvikens AIK | 14 | 9  | 2 | 3  | 92-66 | 20 |
| 4  | Selånger SK    | 14 | 7  | 1 | 6  | 82-60 | 15 |
| 5  | Edsbyns IF     | 14 | 4  | 5 | 5  | 63-58 | 13 |
| 6  | Brobergs IF    | 14 | 4  | 1 | 9  | 47-78 | 9  |
| 7  | Västanfors IF  | 14 | 1  | 3 | 10 | 41-94 | 5  |
| 8  | Falu BS        | 14 | 1  | 1 | 12 | 38-91 | 3  |

### Södergruppen
Spelades 17 november 1991-8 januari 1992.
| Nr | Lag                | S  | V  | O | F  | +/-   | P  |
| -- | ------------------ | -- | -- | - | -- | ----- | -- |
| 1  | IF Boltic          | 14 | 12 | 0 | 2  | 91-36 | 24 |
| 2  | Vetlanda BK        | 14 | 12 | 0 | 2  | 87-44 | 24 |
| 3  | Villa Lidköping BK | 14 | 9  | 2 | 3  | 77-51 | 20 |
| 4  | IFK Vänersborg     | 14 | 7  | 2 | 5  | 61-49 | 16 |
| 5  | Ale-Surte BK       | 14 | 5  | 1 | 8  | 46-64 | 11 |
| 6  | IFK Motala         | 14 | 3  | 3 | 8  | 38-65 | 9  |
| 7  | Katrineholms SK    | 14 | 2  | 1 | 11 | 40-78 | 5  |
| 8  | IFK Kungälv        | 14 | 1  | 1 | 12 | 36-89 | 3  |

### Elitserien
Spelades 17 januari-16 februari 1992.
| Nr | Lag                | S | V | O | F | +/-   | P  |
| -- | ------------------ | - | - | - | - | ----- | -- |
| 1  | IF Boltic          | 7 | 5 | 1 | 1 | 51-30 | 11 |
| 2  | Sandvikens AIK     | 7 | 5 | 0 | 2 | 35-27 | 10 |
| 3  | Vetlanda BK        | 7 | 4 | 1 | 2 | 41-30 | 9  |
| 4  | Västerås SK        | 7 | 4 | 0 | 3 | 37-31 | 8  |
| 5  | Selånger SK        | 7 | 4 | 0 | 3 | 33-40 | 8  |
| 6  | Villa Lidköping BK | 7 | 2 | 0 | 5 | 24-35 | 4  |
| 7  | IK Sirius          | 7 | 2 | 0 | 5 | 22-33 | 4  |
| 8  | IFK Vänersborg     | 7 | 1 | 0 | 6 | 19-36 | 2  |

### Allsvenska fortsättningsserien
Spelades 17 januari-16 februari 1992.
| Nr | Lag             | S | V | O | F | +/-   | P  |
| -- | --------------- | - | - | - | - | ----- | -- |
| 1  | IFK Motala      | 7 | 4 | 2 | 1 | 26-15 | 10 |
| 2  | IFK Kungälv     | 7 | 4 | 1 | 2 | 28-21 | 9  |
| 3  | Edsbyns IF      | 7 | 4 | 0 | 3 | 24-22 | 8  |
| 4  | Ale-Surte BK    | 7 | 3 | 2 | 2 | 25-25 | 8  |
| 5  | Falu BS         | 7 | 2 | 3 | 2 | 29-23 | 7  |
| 6  | Katrineholms SK | 7 | 3 | 1 | 3 | 28-26 | 7  |
| 7  | Brobergs IF     | 7 | 1 | 4 | 2 | 25-27 | 6  |
| 8  | Västanfors IF   | 7 | 0 | 1 | 6 | 17-43 | 1  |

## Seriematcherna

### Norrgruppen
| - 17 november 1991 Falu BS-IK Sirius 1-4 - 17 november 1991 Sandvikens AIK-Brobergs IF 7-3 - 17 november 1991 Selånger Bandy-Västerås SK 3-5 - 17 november 1991 Västanfors IF-Edsbyns IF 5-5 - 20 november 1991 Broberg-Selånger 6-3 - 20 november 1991 Edsbyn-Falun 3-3 - 20 november 1991 Sirius-Västanfors 6-3 - 20 november 1991 Västerås-Sandviken 7-2 - 27 november 1991 Falun-Västerås 4-6 - 27 november 1991 Sandviken-Edsbyn 9-4 - 27 november 1991 Selånger-Sirius 2-6 - 27 november 1991 Västanfors-Broberg 2-3 - 1 december 1991 Broberg-Falun 4-1 - 1 december 1991 Edsbyn-Selånger 5-4 - 1 december 1991 Sirius-Sandviken 7-5 - 1 december 1991 Västerås-Västanfors 6-1 - 4 december 1991 Edsbyn-Sirius 1-3 - 4 december 1991 Falun-Sandviken 5-9 - 4 december 1991 Selånger-Västanfors 13-0 - 4 december 1991 Västerås-Broberg 7-1 - 8 december 1991 Broberg-Edsbyn 3-5 - 8 december 1991 Sandviken-Selånger 9-5 - 8 december 1991 Sirius-Västerås 9-2 - 8 december 1991 Västanfors-Falun 2-5 - 11 december 1991 Broberg-Sirius 1-7 - 11 december 1991 Sandviken-Västanfors 5-4 - 11 december 1991 Selånger-Falun 11-6 - 11 december 1991 Västerås-Edsbyn 1-1 | - 18 december 1991 Edsbyn-Västerås 2-4 - 18 december 1991 Falun-Selånger 1-7 - 18 december 1991 Sirius-Broberg 7-5 - 18 december 1991 Västanfors-Sandviken 3-10 - 26 december 1991 Edsbyn-Broberg 12-4 - 26 december 1991 Falun-Västanfors 3-5 - 26 december 1991 Selånger-Sandviken 5-5 - 26 december 1991 Västerås-Sirius 4-2 - 29 december 1991 Broberg-Västerås 2-8 - 29 december 1991 Sandviken-Falun 9-2 - 29 december 1991 Sirius-Edsbyn 6-3 - 29 december 1991 Västanfors-Selånger 4-7 - 31 december 1991 Falun-Broberg 2-5 - 31 december 1991 Sandviken-Sirius 7-1 - 31 december 1991 Selånger-Edsbyn 5-4 - 31 december 1991 Västanfors-Västerås 3-13 - 5 januari 1992 Broberg-Västanfors 3-3 - 5 januari 1992 Edsbyn-Sandviken 5-5 - 5 januari 1992 Sirius-Selånger 1-4 - 5 januari 1992 Västerås-Falun 8-3 - 6 januari 1992 Falun-Edsbyn 0-7 - 6 januari 1992 Sandviken-Västerås 4-10 - 6 januari 1992 Selånger-Broberg 8-2 - 6 januari 1992 Västanfors-Sirius 0-9 - 8 januari 1992 Broberg-Sandviken 5-6 - 8 januari 1992 Edsbyn-Västanfors 6-6 - 8 januari 1992 Sirius-Falun 11-2 - 8 januari 1992 Västerås-Selånger 6-5 |

### Södergruppen
| - 17 november 1991 Ale Surte SK-Villa Lidköping BK 1-11 - 17 november 1991 IF Boltic-IFK Motala 5-1 - 17 november 1991 Katrineholms SK-IFK Kungälv 5-4 - 17 november 1991 IFK Vänersborg-Vetlanda BK 4-2 - 20 november 1991 Kungälv-Boltic 1-6 - 20 november 1991 Motala-Katrineholm 7-4 - 20 november 1991 Vetlanda-Ale Surte 4-0 - 20 november 1991 Villa Lidköping-Vänersborg 5-5 - 27 november 1991 Ale Surte-Kungälv 4-3 - 27 november 1991 Boltic-Vetlanda 6-3 - 27 november 1991 Katrineholm-Villa Lidköping 4-5 - 27 november 1991 Vänersborg-Motala 4-3 - 1 december 1991 Kungälv-Vänersborg 3-13 - 1 december 1991 Motala-Ale Surte 3-3 - 1 december 1991 Vetlanda-Katrineholm 11-5 - 1 december 1991 Villa Lidköping-Boltic 4-6 - 4 december 1991 Boltic-Ale Surte 8-2 - 4 december 1991 Kungälv-Motala 0-1 - 4 december 1991 Vänersborg-Katrineholm 4-1 - 4 december 1991 Vetlanda-Villa Lidköping 6-5 - 8 december 1991 Ale Surte-Vänersborg 4-6 - 8 december 1991 Katrineholm-Boltic 1-8 - 8 december 1991 Motala-Vetlanda 2-8 - 8 december 1991 Villa Lidköping-Kungälv 11-3 - 11 december 1991 Ale Surte-Katrineholm 7-3 - 11 december 1991 Vetlanda-Kungälv 7-4 - 11 december 1991 Villa Lidköping-Motala 5-2 - 11 december 1991 Vänersborg-Boltic 3-5 | - 18 december 1991 Boltic-Vänersborg 5-2 - 18 december 1991 Katrineholm-Ale Surte 4-2 - 18 december 1991 Kungälv-Vetlanda 2-8 - 18 december 1991 Motala-Villa Lidköping 1-8 - 26 december 1991 Boltic-Katrineholm 9-2 - 26 december 1991 Kungälv-Villa Lidköping 4-5 - 26 december 1991 Vetlanda-Motala 5-3 - 26 december 1991 Vänersborg-Ale Surte 2-4 - 29 december 1991 Ale Surte-Boltic 2-6 - 29 december 1991 Katrineholm-Vänersborg 1-3 - 29 december 1991 Motala-Kungälv 3-3 - 29 december 1991 Villa Lidköping-Vetlanda 2-7 - 31 december 1991 Ale Surte-Motala 9-1 - 31 december 1991 Boltic-Villa Lidköping 3-4 - 31 december 1991 Katrineholm-Vetlanda 2-6 - 31 december 1991 Vänersborg-Kungälv 7-2 - 5 januari 1992 Kungälv-Ale Surte 3-4 - 5 januari 1992 Motala-Vänersborg 3-3 - 5 januari 1992 Vetlanda-Boltic 7-5 - 5 januari 1992 Villa Lidköping-Katrineholm 4-4 - 6 januari 1992 Ale Surte-Vetlanda 2-6 - 6 januari 1992 Boltic-Kungälv 14-2 - 6 januari 1992 Katrineholm-Motala 3-6 - 6 januari 1992 Vänersborg-Villa Lidköping 3-4 - 8 januari 1992 Kungälv-Katrineholm 2-1 - 8 januari 1992 Motala-Boltic 2-5 - 8 januari 1992 Vetlanda-Vänersborg 7-2 - 8 januari 1992 Villa Lidköping-Ale Surte 4-2 |

### Elitserien
| - 17 januari 1992 Sandvikens AIK-IF Boltic 3-4 - 17 januari 1992 Vetlanda BK-IK Sirius 7-4 - 17 januari 1992 Villa Lidköping BK-Selånger Bandy 7-2 - 17 januari 1992 Västerås SK-IFK Vänersborg 5-1 - 19 januari 1992 Boltic-Västerås 11-6 - 19 januari 1992 Selånger-Vetlanda 6-4 - 19 januari 1992 Sirius-Villa Lidköping 5-4 - 19 januari 1992 Vänersborg-Sandviken 2-5 - 22 januari 1992 Boltic-Selånger 15-4 - 22 januari 1992 Sandviken-Villa Lidköping 3-2 - 22 januari 1992 Vänersborg-Sirius 1-4 - 22 januari 1992 Västerås-Vetlanda 3-4 - 7 februari 1992 Selånger-Västerås 7-3 - 7 februari 1992 Sirius-Sandviken 4-6 - 7 februari 1992 Vetlanda-Vänersborg 6-5 - 7 februari 1992 Villa Lidköping-Boltic 6-4 | - 9 februari 1992 Boltic-Vänersborg 8-3 - 9 februari 1992 Sirius-Selånger 1-3 - 9 februari 1992 Vetlanda-Villa Lidköping 12-1 - 9 februari 1992 Västerås-Sandviken 7-5 - 12 februari 1992 Boltic-Vetlanda 5-5 - 12 februari 1992 Sandviken-Selånger 7-5 - 12 februari 1992 Vänersborg-Villa Lidköping 4-2 - 12 februari 1992 Västerås-Sirius 8-1 - 16 februari 1992 Selånger-Vänersborg 6-3 - 16 februari 1992 Sirius-Boltic 3-4 - 16 februari 1992 Vetlanda-Sandviken 3-6 - 16 februari 1992 Villa Lidköping-Västerås 2-5 |

### Allsvenska fortsättningsserien
| - 17 januari 1992 Brobergs IF-Katrineholms SK 7-3 - 17 januari 1992 IFK Kungälv-Edsbyns IF 4-1 - 17 januari 1992 IFK Motala-Falu BS 1-1 - 17 januari 1992 Västanfors IF-Ale Surte SK 4-8 - 19 januari 1992 Ale Surte-Broberg 4-4 - 19 januari 1992 Edsbyn-Motala 4-7 - 19 januari 1992 Falun-Kungälv 2-5 - 19 januari 1992 Katrineholm-Västanfors 9-2 - 22 januari 1992 Edsbyn-Ale Surte 5-1 - 22 januari 1992 Falun-Katrineholm 3-3 - 22 januari 1992 Kungälv-Västanfors 4-2 - 22 januari 1992 Motala-Broberg 2-2 - 7 februari 1992 Ale Surte-Motala 3-1 - 7 februari 1992 Broberg-Falun 3-3 - 7 februari 1992 Katrineholm-Kungälv 5-4 - 7 februari 1992 Västanfors-Edsbyn 0-3 | - 9 februari 1992 Ale Surte-Katrineholm 5-2 - 9 februari 1992 Broberg-Västanfors 3-3 - 9 februari 1992 Edsbyn-Falun 5-3 - 9 februari 1992 Motala-Kungälv 6-1 - 12 februari 1992 Edsbyn-Broberg 4-3 - 12 februari 1992 Falun-Västanfors 10-4 - 12 februari 1992 Kungälv-Ale Surte 2-2 - 12 februari 1992 Motala-Katrineholm 3-2 - 16 februari 1992 Ale Surte-Falun 2-7 - 16 februari 1992 Broberg-Kungälv 3-8 - 16 februari 1992 Katrineholm-Edsbyn 4-2 - 16 februari 1992 Västanfors-Motala 2-6 |

## Slutspel om svenska mästerskapet 1992

### Åttondelsfinaler (UEFA:s cupmodell)
- 19 februari 1992: IFK Kungälv-IK Sirius 2-3
- 19 februari 1992: IFK Motala-IFK Vänersborg 3-6
- 21 februari 1992: IK Sirius-IFK Kungälv 8-4 (IK Sirius vidare)
- 21 februari 1992: IFK Vänersborg-IFK Motala 5-2 (IFK Vänersborg vidare)

### Kvartsfinaler (bäst av fem matcher)
- 24 februari 1992: IF Boltic-IFK Vänersborg 7-1
- 24 februari 1992: Västerås SK-Villa Lidköping BK 8-4
- 24 februari 1992: Sandvikens AIK-IK Sirius 4-3
- 24 februari 1992: Vetlanda BK-Selånger SK 6-1
- 26 februari 1992: IFK Vänersborg-IF Boltic 2-4
- 26 februari 1992: Villa Lidköping BK-Västerås SK 3-2
- 26 februari 1992: IK Sirius-Sandvikens AIK 3-2
- 26 februari 1992: Selånger SK-Vetlanda BK 4-7
- 28 februari 1992: IF Boltic-IFK Vänersborg 5-3 (IF Boltic vidare med 3-0 i matcher)
- 28 februari 1992: Västerås SK-Villa Lidköping BK 7-1
- 28 februari 1992: Sandvikens AIK-IK Sirius 6-3
- 28 februari 1992: Vetlanda BK-Selånger SK 11-2 (Vetlanda BK vidare med 3-0 i matcher)
- 1 mars 1992: Villa Lidköping BK-Västerås SK 1-3 (Västerås SK vidare med 3-1 i matcher)
- 1 mars 1992: IK Sirius-Sandvikens AIK 5-2
- 3 mars 1992: Sandvikens AIK-IK Sirius 6-5 sudden death (Sandvikens AIK vidare med 3-2 i matcher)

### Semifinaler (bäst av tre matcher)
- 6 mars 1992: IF Boltic-Västerås SK 5-4
- 6 mars 1992: Sandvikens AIK-Vetlanda BK 1-3
- 8 mars 1992: Västerås SK-IF Boltic 6-1
- 8 mars 1992: Vetlanda BK-Sandvikens AIK 8-2 (Vetlanda BK vidare med 2-0 i matcher)
- 10 mars 1992: IF Boltic-Västerås SK 1-0 (IF Boltic vidare med 2-1 i matcher)

### Final
- 15 mars 1992: Vetlanda BK-IF Boltic 4-3 (Studenternas IP, Uppsala)